# Selección de korfbal de Aruba
La selección de korfbal de Aruba está dirigido por Korfball Bond Aruba (KBA), que representa a Aruba en las competiciones internacionales de korfbal.

## Participaciones

### Copa Mundial
| Año  | Pos. |
| ---- | ---- |
| 1987 | 8°   |
| 1991 | 10°  |